# Saint-Simon (Cantal)
Saint-Simon é uma comuna francesa na região administrativa de Auvérnia-Ródano-Alpes, no departamento de Cantal. Estende-se por uma área de 27,27 km². Em 2010 a comuna tinha 1 164 habitantes (densidade: 42,7 hab./km²).